# من خبر رع سنب الثاني
من خبر رع سنب الثاني كان الكاهن الأكبر لآمون، والمشرف على خزائن الذهب والفضة، ورئيس المشرفين على الحرفيين. خدم في عهد تحتمس الثالث وأمنحتب الثاني، ومن المحتمل أنه دُفن في مقبرته الطيبية TT112.

## السيرة الذاتية
من خبر رع سنب الثاني كان ابنًا لسائق عجلة جلالته الحربية حبو، ومرضعة الملك تايونيت. حتى وقت قريب، كان يُعتقد أن هناك كاهنًا أكبر واحدًا فقط يُدعى من خبر رع سنب. في عام 1994، كشف عالم المصريات بيتر دورمان أن هناك شخصين يحملان نفس الاسم، وكان من خبر رع سنب الثاني ابن شقيق وخليفة من خبر رع سنب الأول، وهو مالك المقبرة TT86.

## الأدلّة
بجانب مقبرته TT112، توجد العديد من الآثار التي تحمل اسم الكاهن الأكبر لآمون من خبر رع سنب، ولكن من الصعب تحديد إن كانت تعود للأكبر أو للأصغر. تشمل هذه الآثار العديد من المخاريط الجنازية المنتشرة في متاحف حول العالم، مثل متحف الكلية الجامعية بلندن، متحف المتروبوليتان للفنون في نيويورك، ومتحف بولونيا الأثري.